# منتخب السويد لكرة اليد للشابات
منتخب السويد لكرة اليد للشابات هو ممثل السويد الرسمي في المنافسات الدولية في كرة اليد للشابات
.